# Luke

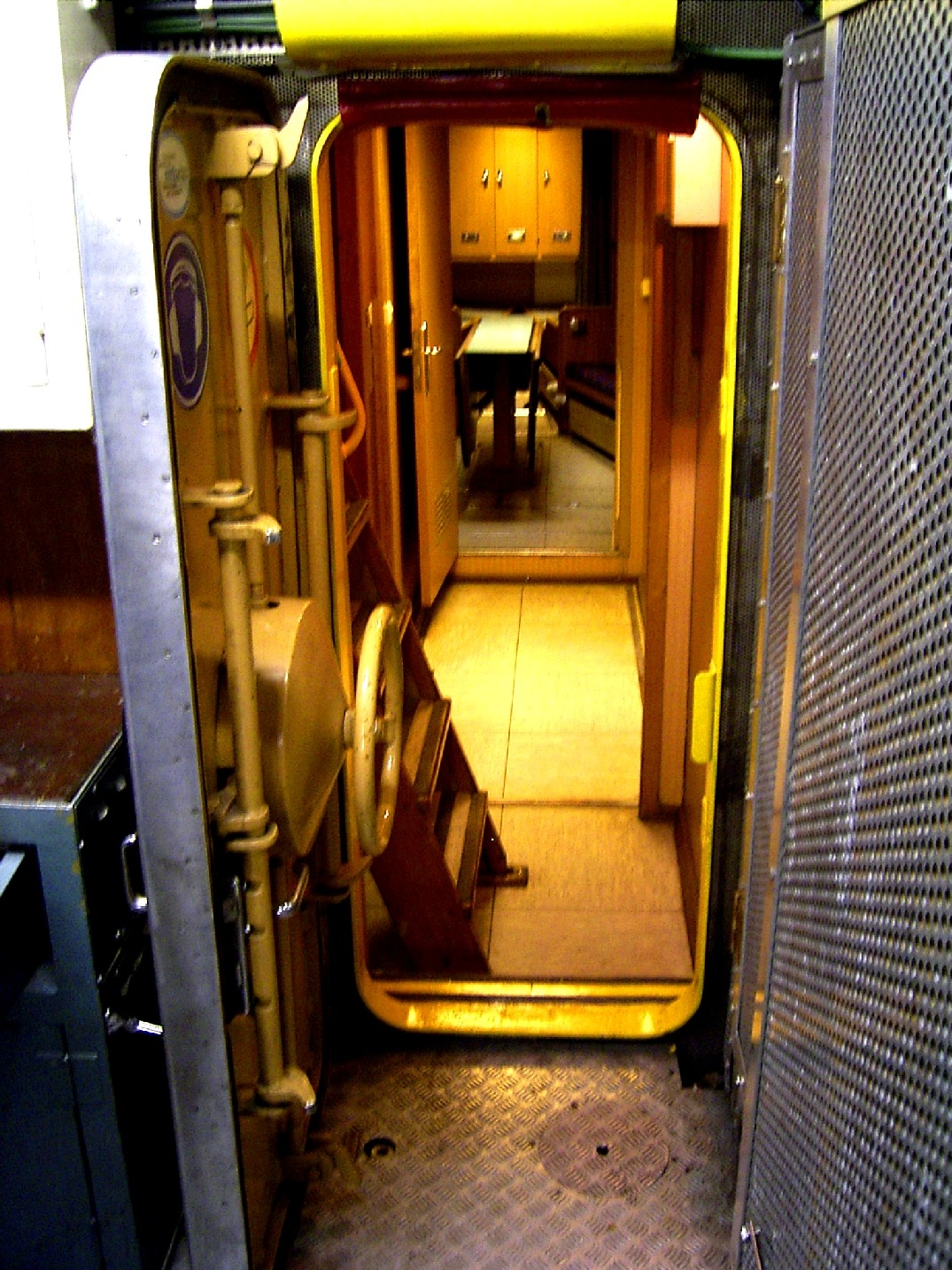
Luke in einem wasserdichten Schott

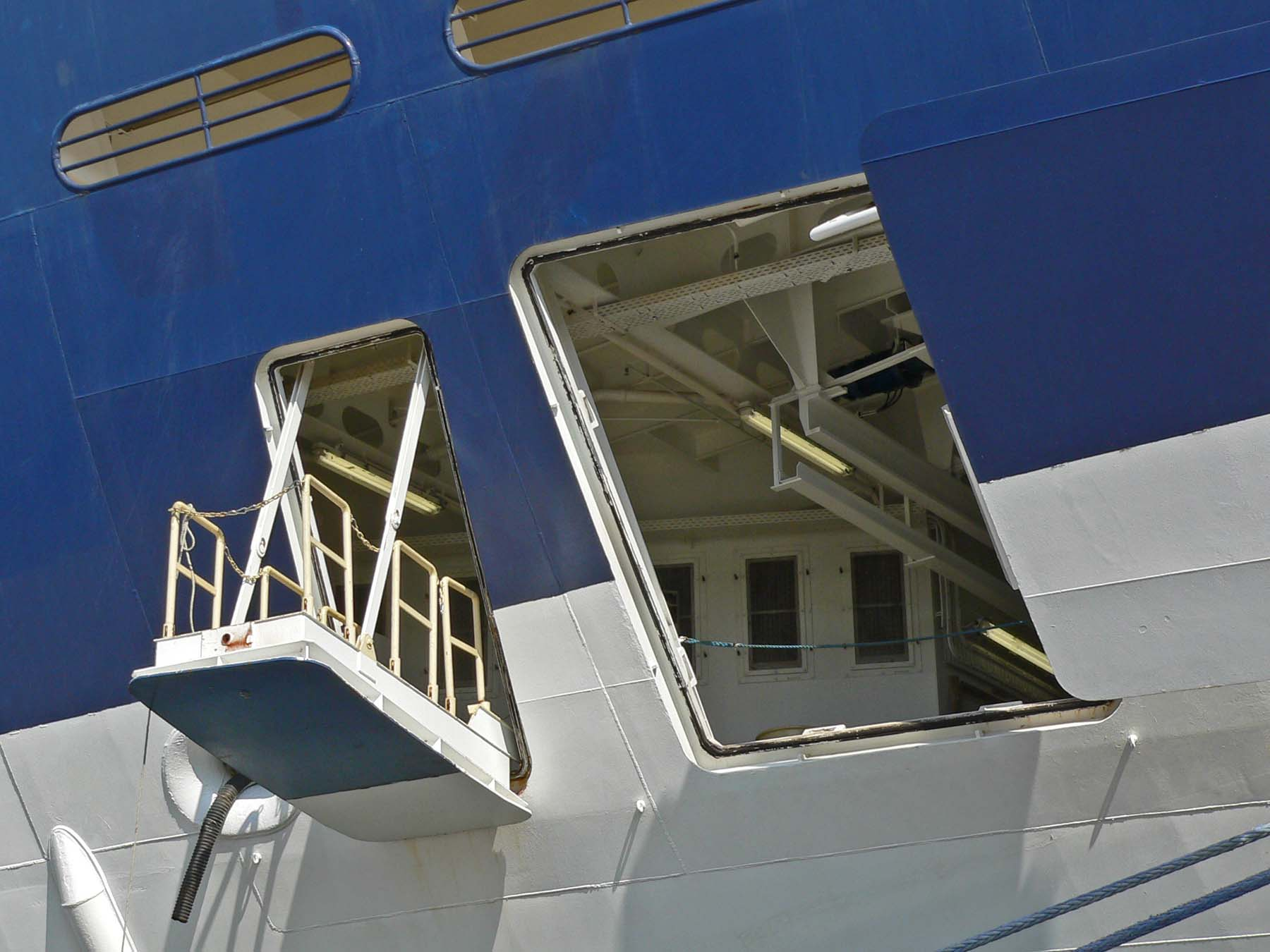
Luken auf dem Kreuzfahrtschiff Celebrity Mercury

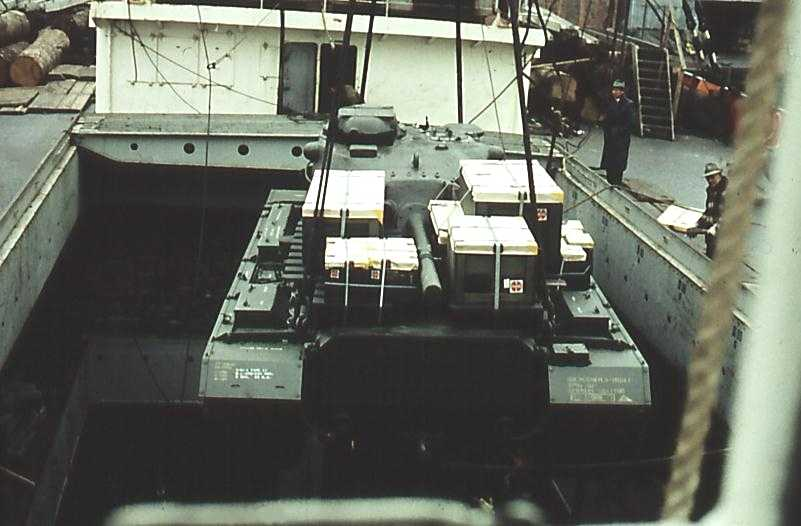
Luke auf dem Frachtschiff Nabob

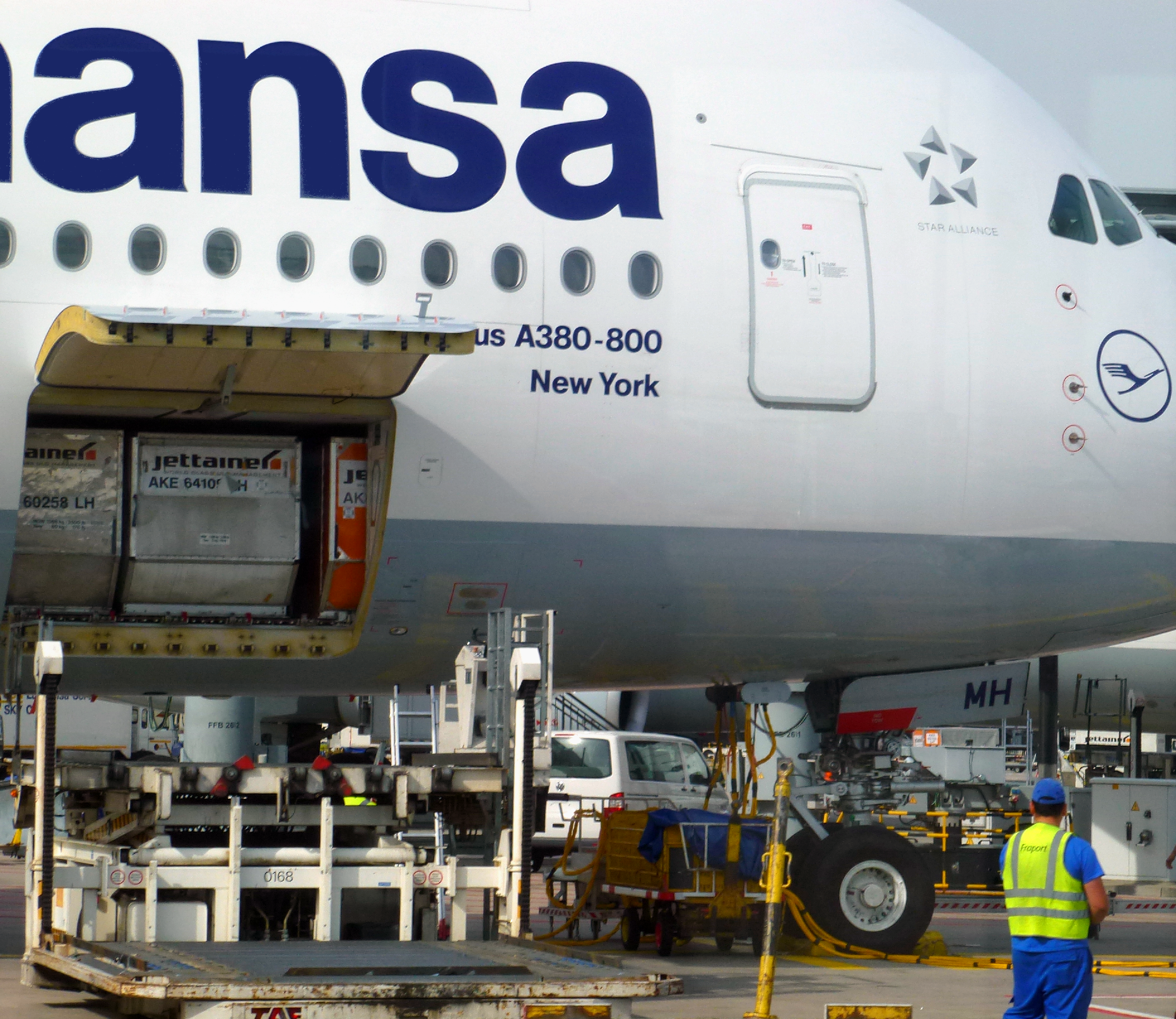
Ladeluke des Lufthansa-Airbus A380-800 New York auf dem Flughafen Frankfurt

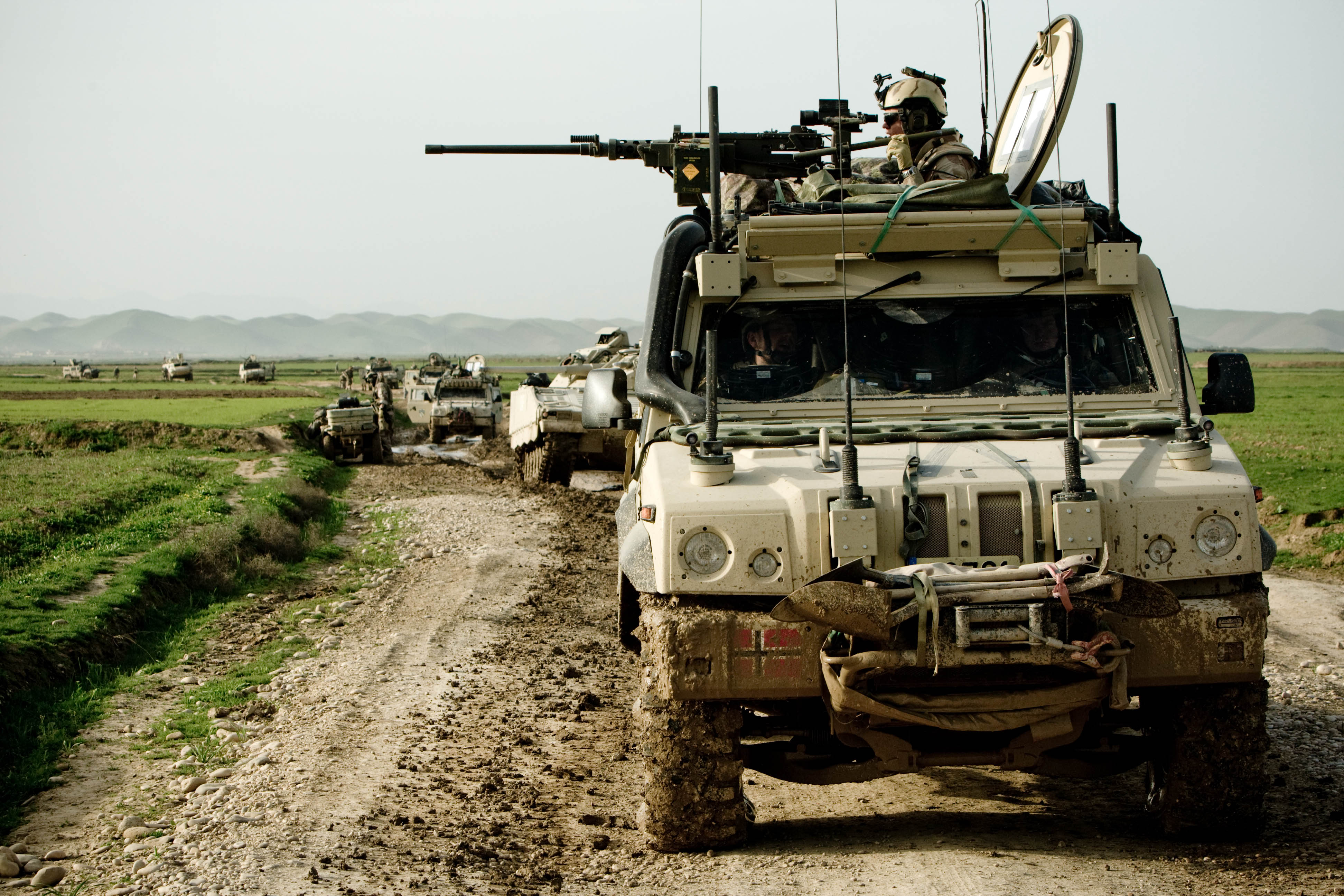
Militärfahrzeug mit Führerhausluke

Der Ausdruck Luke (auch Luk) (mittelniederdeutsch, altsächsisch für lukan „schließen“) bezeichnet eine meist durch eine Klappe verschließbare Öffnung in Böden, Wänden oder Dächern; Luk (seemännisch) bezeichnet eine „Öffnung im Deck oder in der Schiffswand“.

## Etymologie
Luke stammt aus dem niederdeutschen Sprachraum, vor allem aus dem nordvorpommerschen Raum und bedeutet Öffnung bzw. Verschluss. Es ist bei Häusern oft die oberste im Dach befindliche Öffnung, die beispielsweise zum Einholen der Ernte diente (Bodenluke, Dachluke). Das von Luke abgeleitete Verb luken bedeutet heraussehen/herausschauen (aus einer Öffnung heraus Ausschau halten). Im weiteren niederdeutschen Sprachraum existieren jeweils diverse Abwandlungen des Wortes.
Das um 1600 aus der niederdeutschen Seemannssprache übernommene Wort geht auf mittelniederdeutsch lūke (entsprechend niederländisch luik, dänisch luge) zurück, das zu dem unter Loch behandelten germanischen Verb lūkan (verschließen) gehört.
Luke bedeutete also wie auch Loch ursprünglich „Verschluss“.

## Luken in Fahrzeugen

### Schiffe
In der Schifffahrt werden Luken häufig nach ihrer Bestimmung benannt, zum Beispiel Niedergangsluke (vor Treppen auf ein anderes Deck) oder Ladeluke (große Öffnungen im Deck zum Be- und Entladen). Gemein ist ihnen, dass sie in aller Regel meist mit einer Umrandung, einem Süll (Lukensüll), versehen sind und mit Lukendeckeln (beim Kajak mit einer Spritzdecke) wasserdicht verschlossen werden können. Bei großen Seeschiffen kann das Süll einer Ladeluke durchaus eine Höhe von 1,5 Metern erreichen. Auf U-Booten der deutschen Marine wurde die Form »Luk« bevorzugt, z. B. Turmluk.
Beim Bau der historischen Segelschiffe wurden eine oder mehrere Großluken in das Oberdeck eingebaut. Sie dienten dazu, Kanonen, Munition, Proviant und Ausrüstung ins Schiff zu hieven. Dazu wurden Kräne vom Kai oder Taljen in der Takelage verwendet. Die Großluke konnte nach dem Lade- oder Entladevorgang mit Grätings oder hölzernen Lukendeckeln verschlossen werden. Eine solche Großluke kann heute auf der Vasa besichtigt werden.

### Flugzeuge
Im modernen Flugzeugbau können Ladeluken je nach Verwendung unterschiedliche Formen und Größen haben. So besitzen große Frachtmaschinen im militärischen- und zivilen Bereich zur Beförderung umfangreicher Transportgüter im Heck der Maschine eine Luke die fast die gesamte Breite des Rumpfes einnimmt. Passagiermaschinen haben im unteren Bereich des Flugzeugs d. h. unter dem Passagierdeck im Bug und/oder Heck Ladeluken für das Gepäck der Fluggäste, Luftfracht und für die Bordverpflegung, Transportwagen für die Airline-Catering-Container. Im Betrieb verschlossene Öffnungen in der Außenhaut, durch die Teile der Ausrüstung für Wartungsarbeiten erreichbar sind, sowie die dahinter liegenden Räume werden ebenfalls Luken genannt.

### Raumschiffe
Luken, die in einen Schiffskörper führen, der sich im Vakuum aufhält, müssen hohe Anforderungen an die Dichtigkeit in jedem erdenklichen Temperaturbereich erfüllen. Gelegentlich können sie hier nur mit zerstörender Wirkung, durch Sprengbolzen geöffnet werden.

### Militärfahrzeuge
Militärfahrzeuge werden häufig mit Luken im Führerhaus ausgestattet, um Waffen, beispielsweise Maschinengewehre, während der Fahrt benutzen zu können. Diese Waffen werden dann auf hierfür ausgelegten Lafetten befestigt. Durch die Luke kann der Schütze die auf dem Führerhaus befestigte Waffe bedienen.

## Andere Luken

### Dachluke

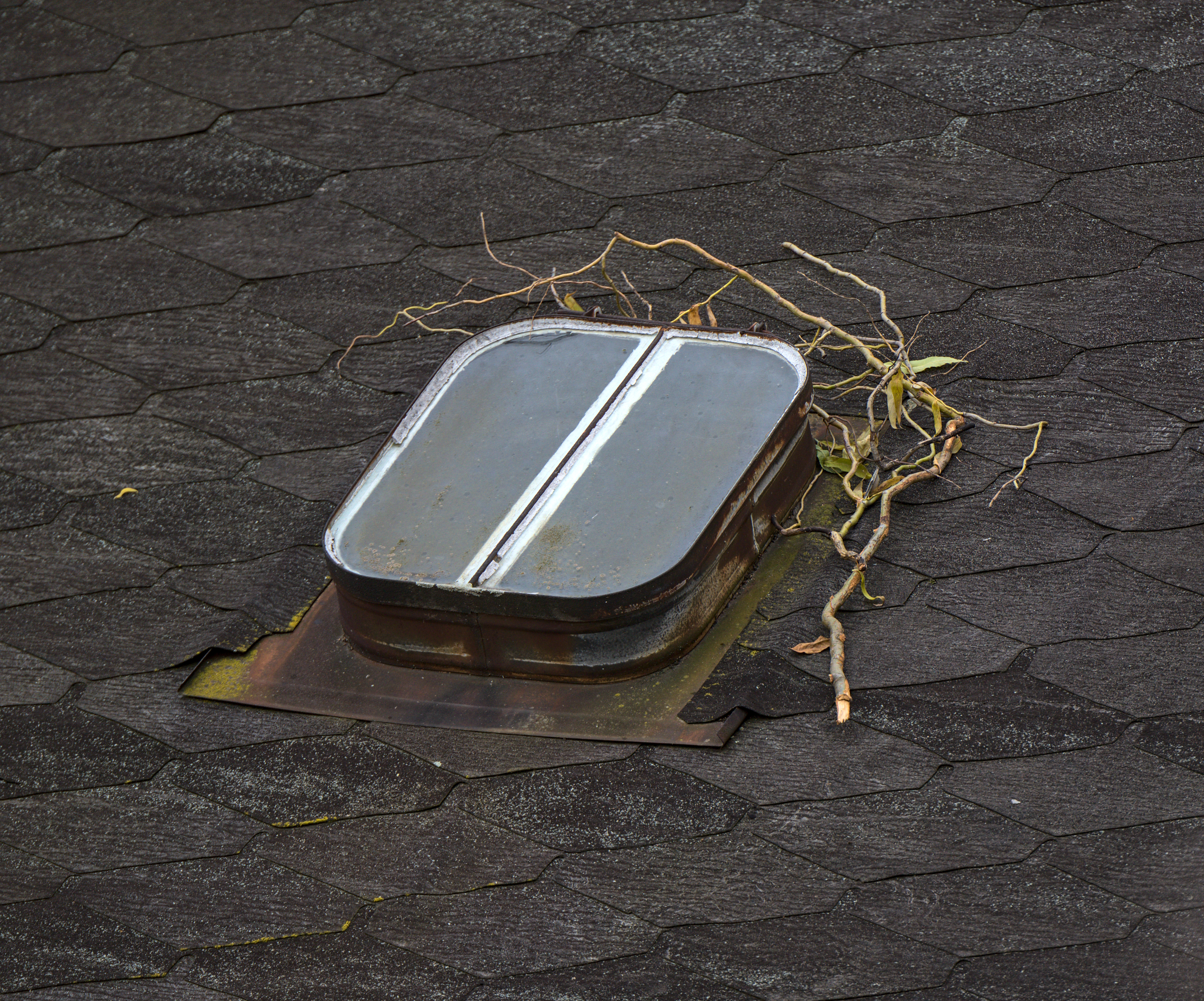
Eine Dachluke

Bei Häusern, Wohnwagen oder Wohnmobilen gibt es Dachluken in Form von waagerechten oder diagonalen transparenten Klappen auf dem Dach. Sie dienen zur Belichtung und Lüftung des Innenraums und bei Häusern darüber hinaus auch als Dachausstieg, der für Wartungsarbeiten am Dach oder an den Schornsteinen genutzt wird. Im Unterschied zu Dachfenstern kommen Dachluken eher bei unausgebauten Dachräumen zum Einsatz, beispielsweise als Tageslichtquelle für einen Dachboden.

### Kellerluke

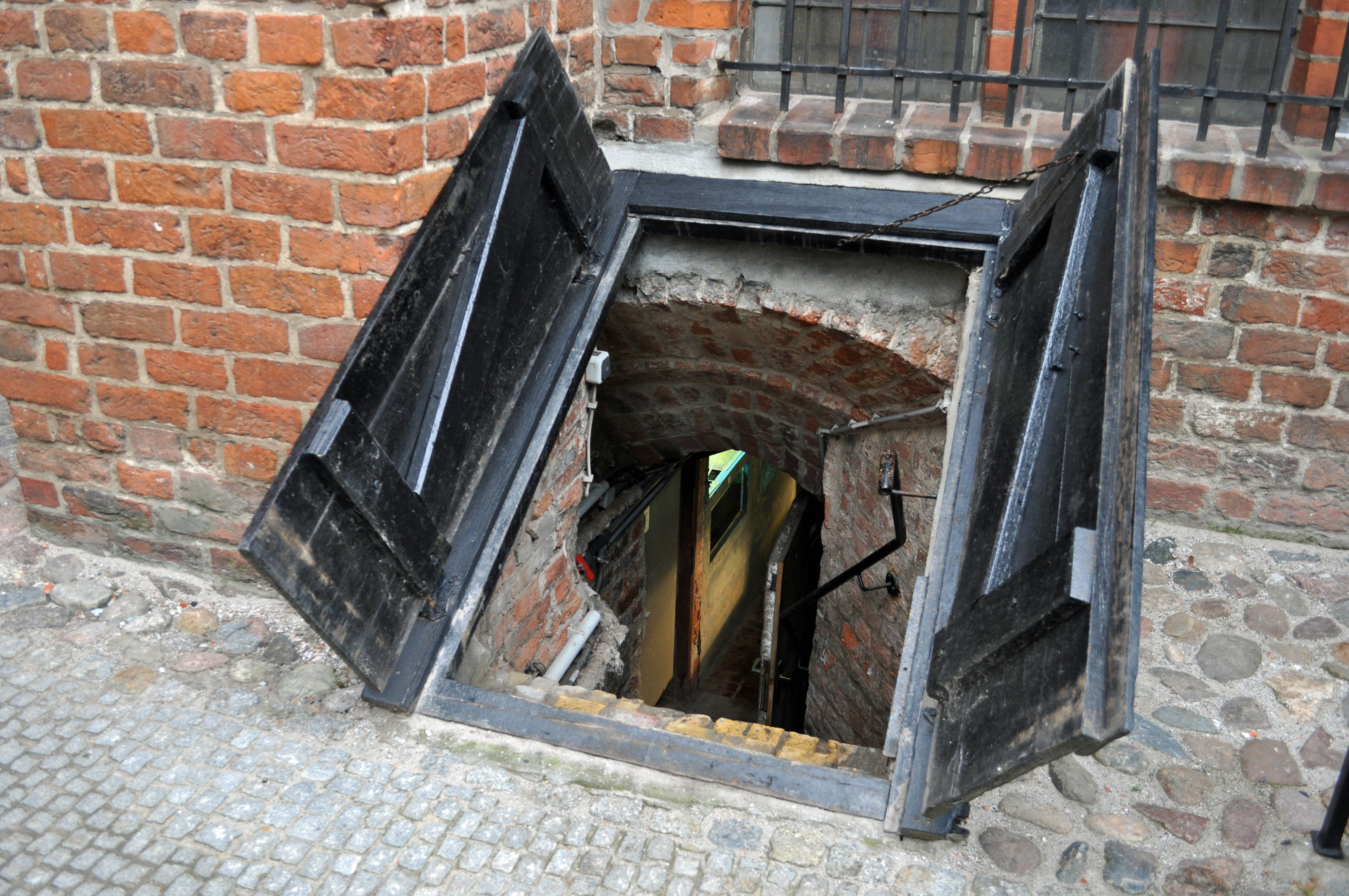
Kellerluke in Stralsund

Eine Kellerluke verschließt einen horizontal oder schräg liegenden Zugang zu einem Keller. Die Kellerluke verwendet die Bauweise einer nach oben öffnenden Falltür, die im geschlossenen Zustand Teil der Fußbodenfläche sein kann. Luken dieser Bauart werden oft aus Gründen der Platzersparnis eingebaut, oder um bei als Lagerräumen genutzten Kellern eine schnelle Befüllung zu ermöglichen (beispielsweise bei Bierkellern oder Kohlenkellern).

### Bodenluke
Wie die Kellerluke zum Keller verschließt die Bodenluke den Zugang zum Dachboden. Mitunter sind Bodenluke und Bodenleiter oder Bodentreppe als veränderliche Treppe miteinander verbunden.

### Aufzugsluke

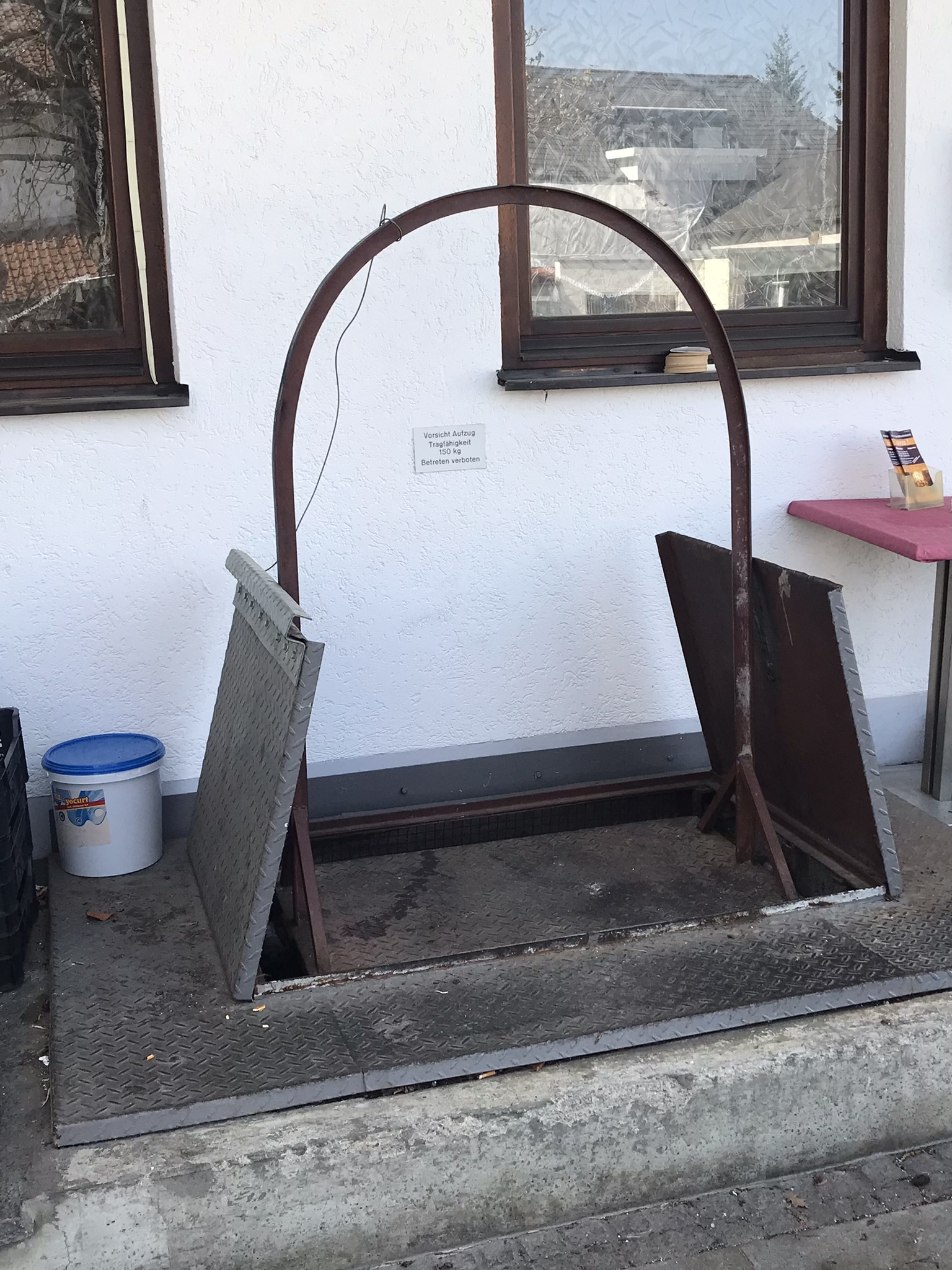
Güteraufzug mit öffnender Aufzugsluke

Als Aufzugsluke werden Luken zu einer Aufzugsanlage bezeichnet.

### Luke auf Skisprungschanzen
Auf Skisprung- und Skiflugschanzen sind die Athleten früher aus sog. Luken gestartet. Dies waren Öffnungen, die sich links und rechts, jeweils versetzt, neben der Anlaufspur befanden. Durch die Wahl einer anderen Luke konnte man den Anlauf verlängern oder verkürzen. Dadurch, dass die Athleten seitlich in die Anlaufspur einfahren mussten, dauerte es länger, bis sie die optimale Anfahrtsposition einnehmen konnten. Heutzutage starten die Skispringer bei allen offiziellen Wettkämpfen von einem Balken, der quer über die Anlaufspur gelegt wird, dem sogenannten Happle-Balken.